# Preston (Idaho)
Pour les articles homonymes, voir Preston.
La ville de Preston est le siège du comté de Franklin, dans l’Idaho, aux États-Unis. Sa population s’élevait à 5 204 habitants lors du recensement de 2010, estimée à 5 354 habitants en 2016.

## Source
- (en) Cet article est partiellement ou en totalité issu de l’article de Wikipédia en anglais intitulé « Preston, Idaho » (voir la liste des auteurs).